# Рагозин, Александр Николаевич
Александр Николаевич Рагозин (14 августа 1856 — ?) — генерал-лейтенант Российской императорской армии, участник русско-турецкой войны 1877-1878 годов, начальник Офицерской стрелковой школы с 1904 по 1907 годы. Во время Первой мировой войны служил в ополчении.
Отец военного лётчика, кавалера Георгиевского оружия Николая Рагозина.

## Биография
Александр Николаевич Рагозин родился 14 августа 1856 года. По вероисповеданию был православным. Окончил Орловскую Бахтина военную гимназию.
1 сентября 1874 года поступил на службу в Российскую императорскую армию. Военное образование получил 2-м Константиновском училище. Был произведён в офицерский чин с зачеслением по армейской пехоте и был прикомандирован к лейб-гвардии 1-му стрелковому батальону. Произведён в подпоручики, со старшинством с 10 августа 1876. Был переведен в тот же батальон в чине прапорщика гвардии, со старшинством с 10 августа 1876 года. Вновь был произведён в подпоручики, со старшинством с  30 августа 1877 года.
Принимал участие в русско-турецкой войне 1877-1878. Был произведён в штабс-капитаны, со старшинством с 16 апреля 1886 года, в капитаны, со старшинством с 30 августа 1889 года, в полковники, со старшинством с 28 марта 1893 года. С 11 февраля 1897 года по 16 марта 1900 года занимал должность командира 2-го Финляндского стрелкового полка, а с 16 марта 1900 года по 20 июня 1901 года был командиром лейб-гвардии 2-го стрелкового батальона. В 1901 году «за отличие» был произведён в генерал-майоры, со старшинством с 1 апреля того же года. С 20 июня 1901 года по 28 ноября 1904 года был командиром лейб-гвардии Гренадерского полка. С 28 ноября 1904 года по 10 сентября 1907 года был начальником Офицерской стрелковой школы. В 1907 году «за отличие» был произведён в генерал-лейтенанты, со старшинством с 10 сентября того же года. 10 сентября 1907 года был назначен на должность начальника 8-й Восточно-Сибирской стрелковой дивизии. По состоянию на 1 июля 1908 года занимал ту же должность.
Осенью 1908 года был отправлен в отставку. В отставке находился вплоть до начала Первой мировой войны. После начала войны был вновь призван на службу, служил  в Государственном ополчении. 11 октября 1914 года назначен командиром 7-го ополченческого корпуса. Затем вновь некоторое время находился в отставке. Высочайшим приказом от 11 июля 1916 года был вновь определён на службу и назначен начальником 43-й пехотной запасной бригады и зачислен по гвардейской пехоте и в списки лейб-гвардии Гренадерского полка. По состоянию на 6 декабря 1916 года служил в том же чине и той же должности.

## Семья
По состоянию на 1901—1908 годы Александр Николаевич состоял в браке и имел троих детей.
Одним из его детей был Николай Александрович Рагозин (30 июня 1891 — 21 сентября 1957) — российский и испанский военный лётчик, лейтенант Российского императорского флота, участник Первой мировой войны, кавалер Георгиевского оружия (1915). После октябрьской революции некоторое время служил в Красной армии, а затем перешёл на службу в Белую гвардию. После поражения Белого движения эмигрировал в Тунис, участвовал в Гражданской войне в Испании на стороне Испанских националистов. Автор воспоминаний «Рука провидения».

## Награды
Александр Николаевич Рагозин был удостоен следующих российских и иностранных орденов:
- Орден Святого Владимира 2-й степени (1898) — «за отлично-ревностную службу и особые труды, вызваные обстоятельствами текущей войны»;
- Орден Святого Владимира 3-й степени (6 декабря 1916);
- Орден Святой Анны 1-й степени (13 июня 1915);
- Орден Святой Анны 2-й степени (1889);
- Орден Святой Анны 3-й степени (1879);
- Орден Святой Анны 4-й степени (1878);
- Орден Святого Станислава 1-й степени (1904);
- Орден Святого Станислава 2-й степени с мечами (1879);
- Орден Святого Станислава 3-й степени  с мечами и бантом (1878);
- Крест «За переход через Дунай» (1879);
- Офицер ордена Звезды Румынии (1889).